# Регенстауф
Регенстауф (нім. Regenstauf) — громада в Німеччині, розташована в землі Баварія. Підпорядковується адміністративному округу Верхній Пфальц. Входить до складу району Регенсбург.
Площа — 100,00 км2. Населення становить 16 109 ос. (станом на 31 грудня 2020).